# Lautaro Fernández
Lautaro Fernández Cipolla (n. Santa Rosa, La Pampa, Argentina; 7 de septiembre de 1993) es un futbolista argentino que juega en la posición de delantero; su equipo actual es la Cairese de la Serie D del Fútbol Italiano. 

## Trayectoria
Fernández durante dos años pasó por Italia después de unas grandes actuaciones en las divisiones inferiores de Independiente y Tigre. Estuvo por el Napoli en el 2011, donde jugó en las categorías inferiores, al poco tiempo pasó al Gubbio de la Serie B en donde también estuvo muy poco tiempo y terminó regresando a la Argentina para seguir su etapa de formación en All Boys en el 2012. Debutó profesionalmente en la Primera División de Argentina en el Club Atlético All Boys el 24 de febrero de 2013 ingresando a los 44 minutos del segundo tiempo en la victoria 2-0 frente a Boca Juniors.
En enero de 2015 el Club Atlético Platense sería quien, a través de un préstamo, adquiera al jugador para disputar la nueva temporada. En julio del mismo año, el club se hace dueño de su pase

## Clubes
| Club               | País      | Año             |
| ------------------ | --------- | --------------- |
| Napoli (Primavera) | Italia    | 2011 - 2012     |
| Gubbio (Préstamo)  | Italia    | 2012            |
| All Boys           | Argentina | 2012 - 2015     |
| Platense           | Argentina | 2015 - presente |